# Kornisi
Kornisi (en georgiano: ყორნისი) o Znaur (en osetio: Знауыр; en ruso: Знаур) es un pueblo que pertenece a la parcialmente reconocida República de Osetia del Sur, centro del distrito de Znaur, aunque de iure pertenece al municipio de Tighvi de la región de Iberia Interior de Georgia.

## Toponimia
Entre 1931 y 1991, el nombre oficial del pueblo fue Znauri (en georgiano: ზნაური; en ruso: Знаури), en honor al revolucionario Znaur Aidárov.

## Geografía
Kornisi se encuentra a orillas del río Prone medio, 25 km al oeste de Tsjinvali. 

## Historia
En el siglo XVIII, Vajushti de Kartli mencionó el asentamiento como un distrito forestal. El lugar se llamaba originalmente Okona, pero en 1933 recibió el nombre de Znauri. En 1936-1991 fue el centro administrativo del distrito de Znaur. Se le concedió el estatus de asentamiento de tipo urbano en 1972
Después del comienzo de la guerra de Osetia del Sur, las autoridades georgianas dieron al lugar el nombre georgiano de Kornisi en 1991, pero esto no fue reconocido por las autoridades osetias locales. También perdió el estatus de centro del distrito, ya que el distrito de Znaur se unió al municipio de Kareli.
Tras la guerra ruso-georgiana, unos 300 residentes locales de nacionalidad georgiana huyeron al interior de Georgia. Tras la ocupación del pueblo por el ejército ruso, parte de las casas abandonadas fueron quemadas. Luego, el pueblo se incluyó en el recién creado municipio de Tighvi.

## Demografía
La evolución demográfica de Kornisi entre 1959 y 2015 fue la siguiente:
| 594                                                      | 694 | 763 | 755 | 451 |
| (Fuente: Population of South Ossetia since Soviet times) |     |     |     |     |

Según el censo soviético de 1959, la mayoría de la población local eran osetios.

## Economía
En Kornisi se desarrollan la industria maderera y la alimentaria y están presentes y en funcionamiento las siguientes infraestructuras: biblioteca, hospital, farmacia, educación preescolar y escolar.